# خوسيه غوادالوبي فيرا هرنانديز
خوسيه غوادالوبي فيرا هرنانديز (بالإسبانية: José Guadalupe Vera Hernández)‏ هو سياسي مكسيكي، ولد في 9 نوفمبر 1959 في ليون في المكسيك. حزبياً، نشط في حزب العمل الوطني. وقد انتخب عضو مجلس النواب المكسيك.